# Lago Adams
Il lago Adams è un lago glaciale del Canada, nella provincia della Columbia Britannica. Con una profondità di 470 metri, è il terzo lago più profondo del Canada (dopo il Grande Lago degli Schiavi e il    lago Quesnel).
L'estremità meridionale del lago è situata circa 30 km a nord del villaggio di Chase, mentre la parte settentrionale si addentra nei monti Monashee. 
Lungo le coste vi sono alcuni piccoli villaggi, ma in gran parte sono disabitate. Ciò è dovuto al fatto che le coste sono rocciose e spesso molto ripide. Vi sono pochissime spiagge naturali, ma sono state costruite alcune spiagge sabbiose pubbliche.
Il lago è frequentato ad uso ricreativo per tutto l'anno. Nel periodo in cui è libero da ghiacci si può praticare la pesca sportiva (vi sono varie specie di trote, tra cui la trota arcobaleno). Si pratica anche il nuoto, la nautica da diporto e lo sci d'acqua. In autunno e inverno è praticata la caccia al cervo mulo. 
Nei dintorni del lago sono presenti l'orso nero americano e il leone di montagna.